# 大分市立宗方小学校
大分市立宗方小学校（おおいたしりつ むなかたしょうがっこう）は、大分県大分市にある公立小学校である。 

## 概要
大分市南西部の丘陵地に開発された住宅団地松が丘の中に位置する小学校である。2016年（平成28年）1月9日に住居表示が整備され、本校の所在地の住居表示が、大分県大分市上宗方1610−36から、大分県大分市松が丘1丁目24番1号に変更になった。 

## 沿革
- 1974年（昭和49年） 
  - 8月20日 - 校地決定[2]。
  - 8月21日 - 本館起工。
- 1975年（昭和50年） 
  - 4月1日 - 大分市立稙田小学校から分離し開校。
  - 5月12日 - 校章制定。
  - 5月20日 - 本館（中校舎、南校舎）竣工[3]。
  - 7月15日 - プール竣工。
  - 7月22日 - 校旗制定。
- 1977年（昭和52年）2月10日 - 体育館竣工。
- 1978年（昭和53年）2月23日 - 校歌制定。 
  - 3月9日 - 北校舎増築（9教室）竣工。
- 1981年（昭和56年）3月31日 - 増築（6教室）竣工。

## 通学区域
- 椿ヶ丘、二豊団地、松が丘1-4丁目、宗方台北、宗方台西、宗方台東、大字上宗方、大字下宗方、大字小野鶴[4]
中学校の通学区域は、大分市立稙田中学校の通学区域と大分市立稙田西中学校の通学区域に分かれる。